# جون غراي (لغوي)
جون غراي (بالإنجليزية: John Gray)‏ (و. 1866 – 1934 م) هو لغوي، وشاعر، ومؤلف، وروائي، وكاهن كاثوليكي، وكاتب، ومترجم، ورجال دين، وراهب، ورئيس الجامعة، وأمين مكتبة بريطاني، توفي في إدنبرة، عن عمر يناهز 68 عاماً.

## روابط خارجية
- جون غراي على موقع ميوزك برينز (الإنجليزية)